# Torsten Eckbrett
Torsten Eckbrett (Potsdam, 13 de abril de 1984) es un deportista alemán que compitió en piragüismo en la modalidad de aguas tranquilas.
Participó en los Juegos Olímpicos de Pekín 2008, obteniendo una medalla de bronce en la prueba de K4 1000 m. Ganó una medalla de plata en el Campeonato Europeo de Piragüismo de 2008.

## Palmarés internacional
| Juegos Olímpicos   | Juegos Olímpicos | Juegos Olímpicos  | Juegos Olímpicos |
| Año                | Lugar            | Medalla           | Competición      |
| ------------------ | ---------------- | ----------------- | ---------------- |
| 2008               | Pekín (China)    | Medalla de bronce | K4 1000 m        |
| Campeonato Europeo |                  |                   |                  |
| Año                | Lugar            | Medalla           | Competición      |
| 2008               | Milán (Italia)   | Medalla de plata  | K4 1000 m        |